# Anabate rougequeue
Anabacerthia ruficaudata
Espèce
Synonymes
- Anabates ruficaudatus d'Orbigny & Lafresnaye, 1838[1]
- Philydor ruficaudatum (d'Orbigny & Lafresnaye, 1838)[1]
- Philydor ruficaudatus (d'Orbigny & Lafresnaye, 1838)[1]

Statut de conservation UICN

LC : Préoccupation mineure
L'Anabate rougequeue (Anabacerthia ruficaudata) est une espèce d'oiseaux de la famille des Furnariidae.

## Systématique
L'espèce Anabacerthia ruficaudata a été décrite pour la première fois en 1838 par les naturalistes français Alcide Dessalines d'Orbigny (1802-1857) et Frédéric de Lafresnaye (1783-1861) sous le protonyme d’Anabates ruficaudatus.

## Répartition
Son aire s'étend à travers le Nord de l'Amérique du Sud, du Venezuela à la Bolivie.

## Liste des sous-espèces
Selon la classification de référence du Congrès ornithologique international (version 12.1, 2022) :
- sous-espèce Anabacerthia ruficaudata ruficaudata (d'Orbigny & Lafresnaye, 1838)
- sous-espèce Anabacerthia ruficaudata subflavescens (Cabanis, 1873)
- sous-espèce Anabacerthia ruficaudata flavipectus (Phelps & Gilliard, 1941)